# Harry G. Leslie
Harry Guyer Leslie, född 6 april 1878 i West Lafayette i Indiana, död 10 december 1937 i Miami i Florida, var en amerikansk republikansk politiker. Han var Indianas guvernör 1929–1933.
Leslie utexaminerades från Purdue University och avlade sedan juristexamen vid Indiana Law School (numera del av Indiana University). Därefter inledde han sin karriär som advokat. Mellan 1914 och 1924 var han verksam som jordbrukare. Han tjänstgjorde även som bankdirektör.
Leslie efterträdde 1929 Edward L. Jackson som Indianas guvernör och efterträddes 1933 av Paul V. McNutt.
Leslie var delegat till republikanernas konvent inför presidentvalet i USA 1932. Han avled 1937 i Miami och gravsattes på Crown Hill Cemetery i Indianapolis.